# 사야마촌 (교토부)
사야마촌(일본어: 佐山村)은 일본 교토부 구세군에 설치되었던 촌이다. 현재의 구미야마정 남부에 해당한다.